# Phượng vĩ
Phượng hay phượng vĩ, phượng vỹ, xoan tây, điệp tây (danh pháp hai phần: Delonix regia) (họ Fabaceae) (tiếng Trung: 鳳凰木: cây Phượng Hoàng; tiếng Anh: Flamboyant, Royal poinciana và Mohur tree) là một loài thực vật có hoa sinh sống ở vùng nhiệt đới và cận nhiệt đới.

## Nguồn gốc, đặc điểm

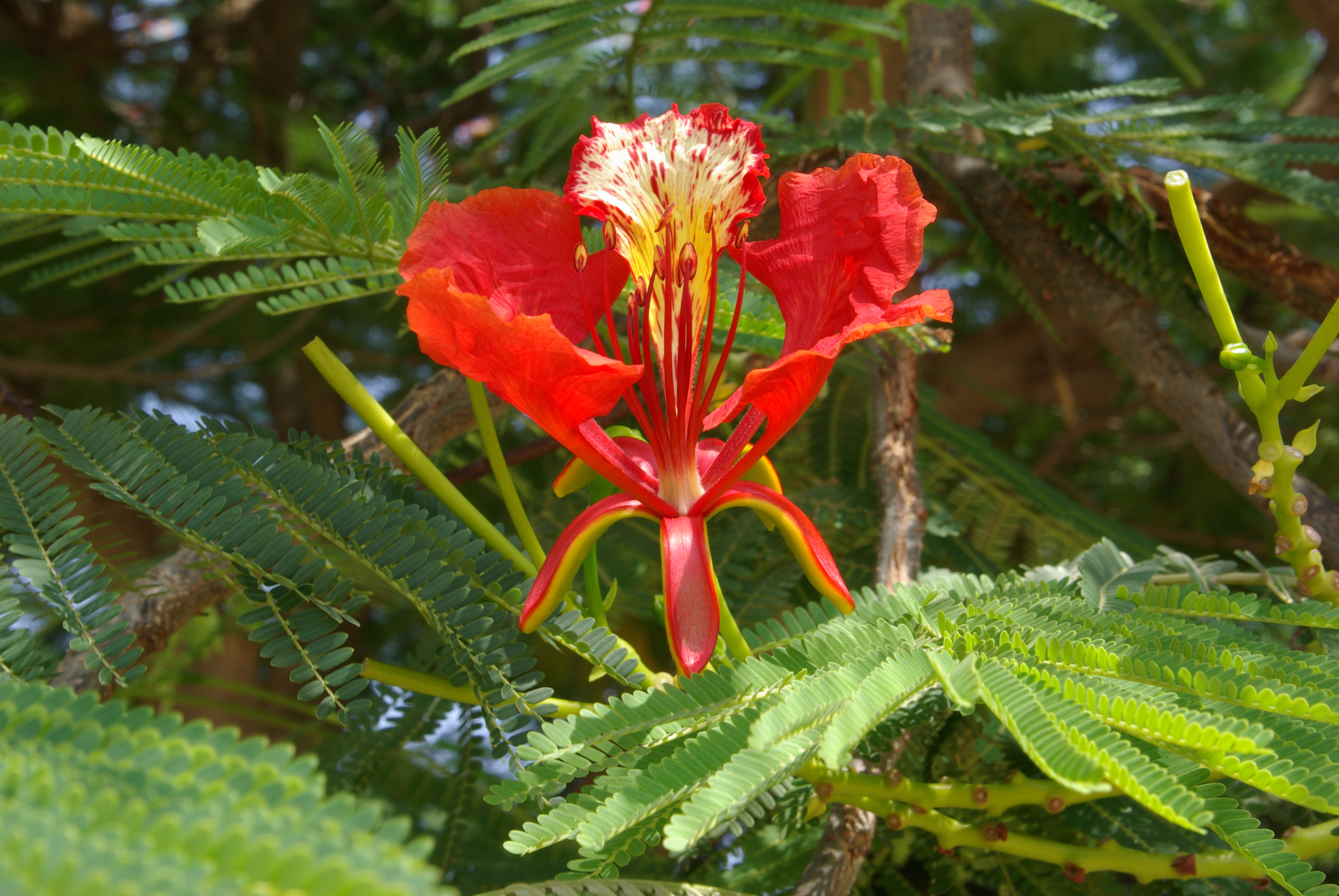
Hoa phượng vĩ

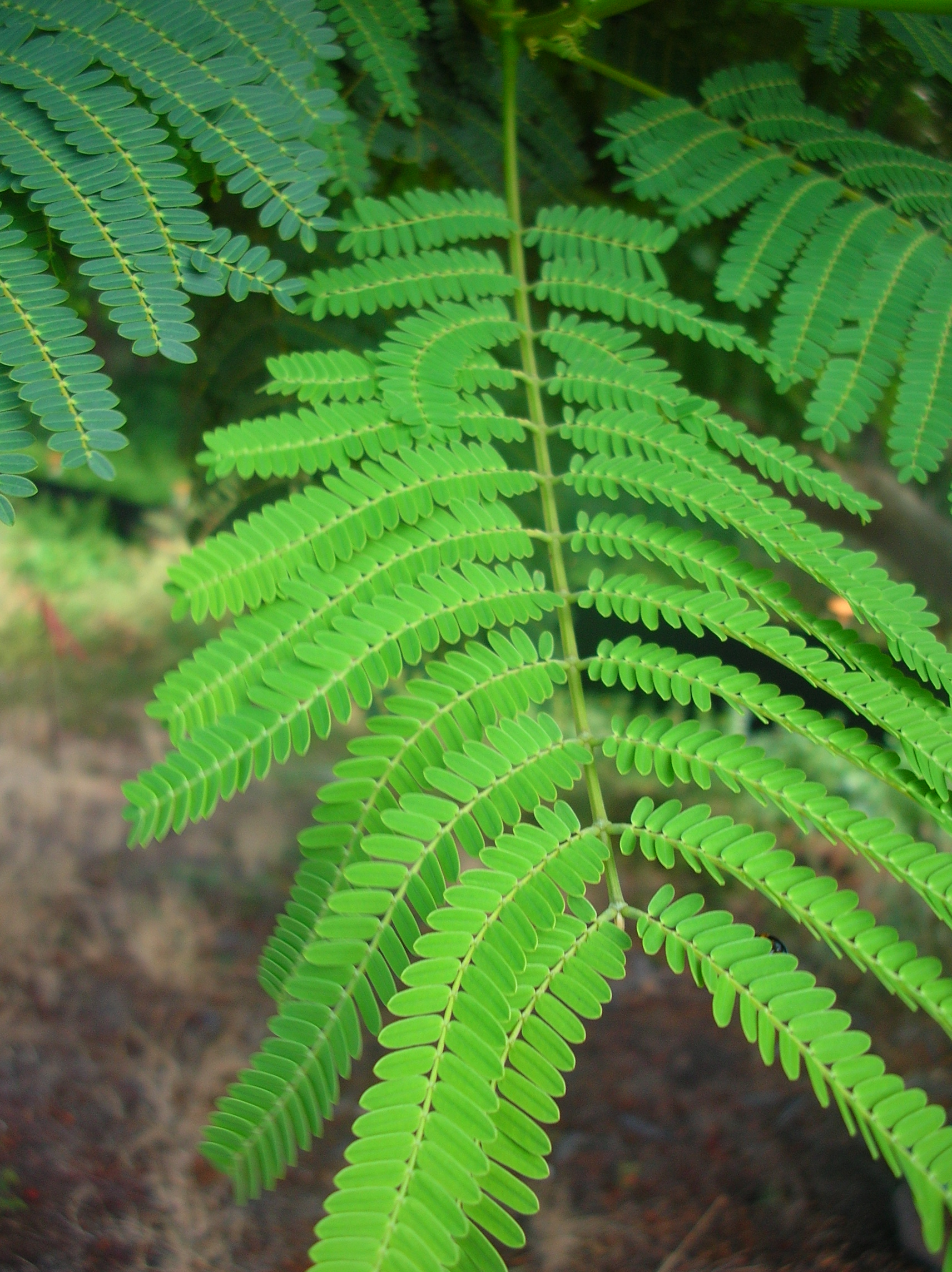
Lá phức lông chim kép

## Khu vực trồng

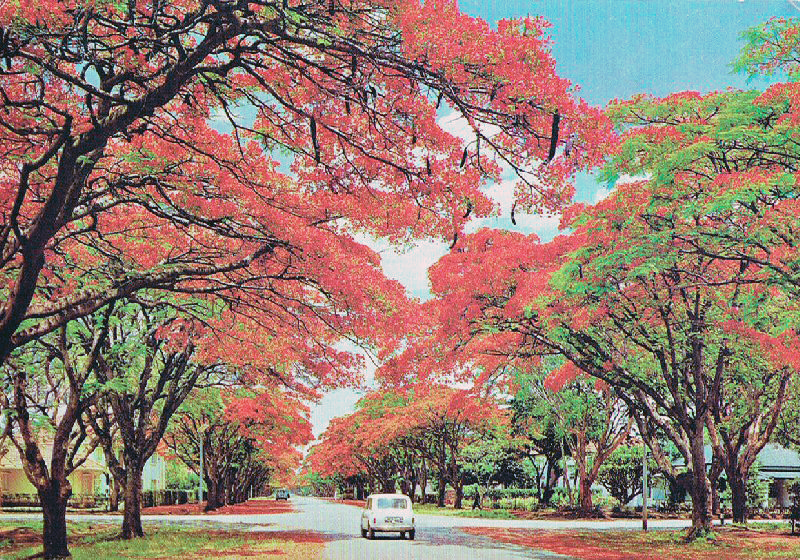
Cây phượng vĩ tại Blakiston St, Harare, Zimbabwe, 1975

## Mùa nở hoa của phượng vĩ

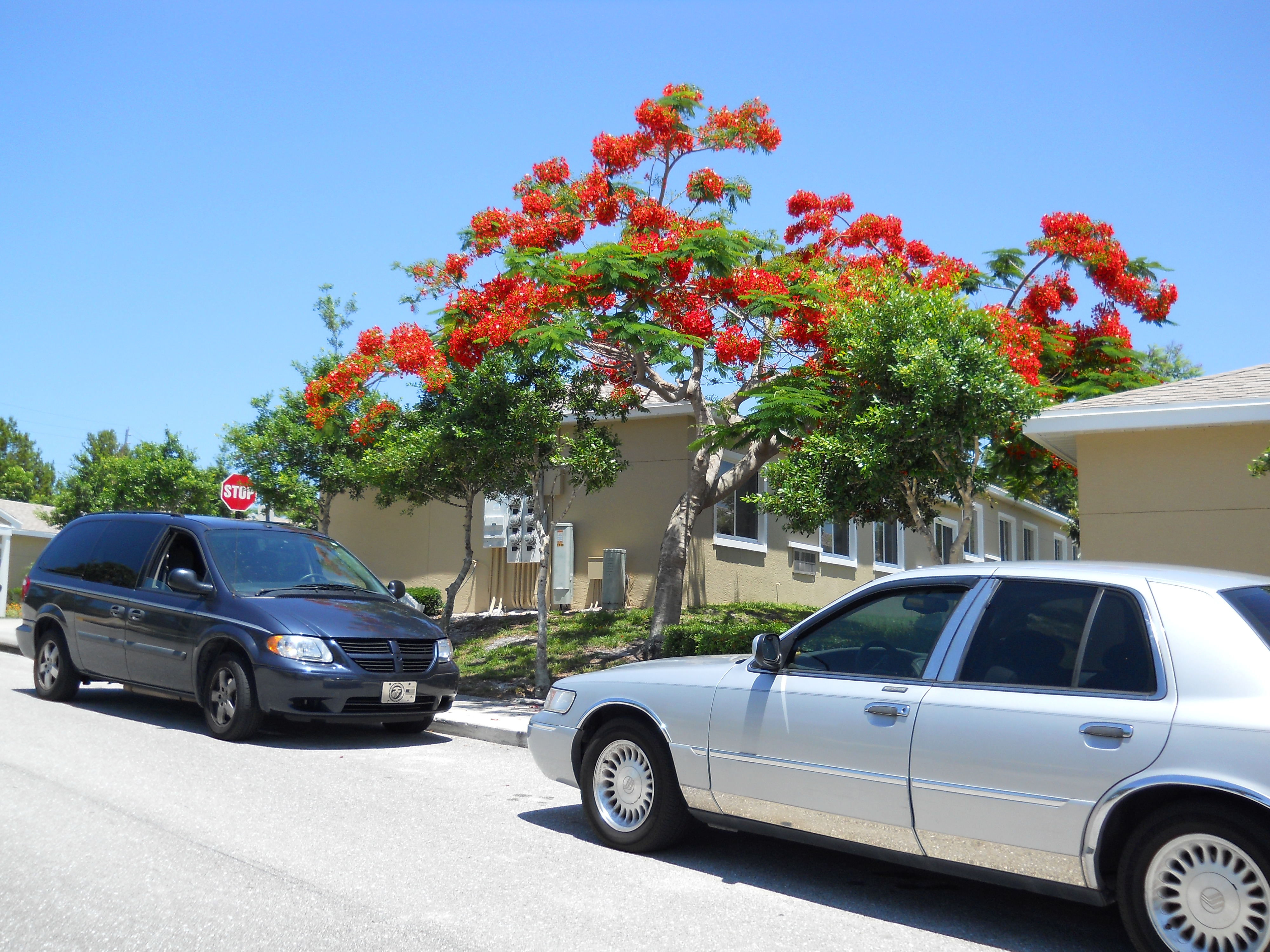
Cây nở hoa ở Quận Martin, Florida, Hoa Kỳ vào tháng 5

Nhánh cây nở hoa ở New Delhi, Ấn Độ vào tháng 5

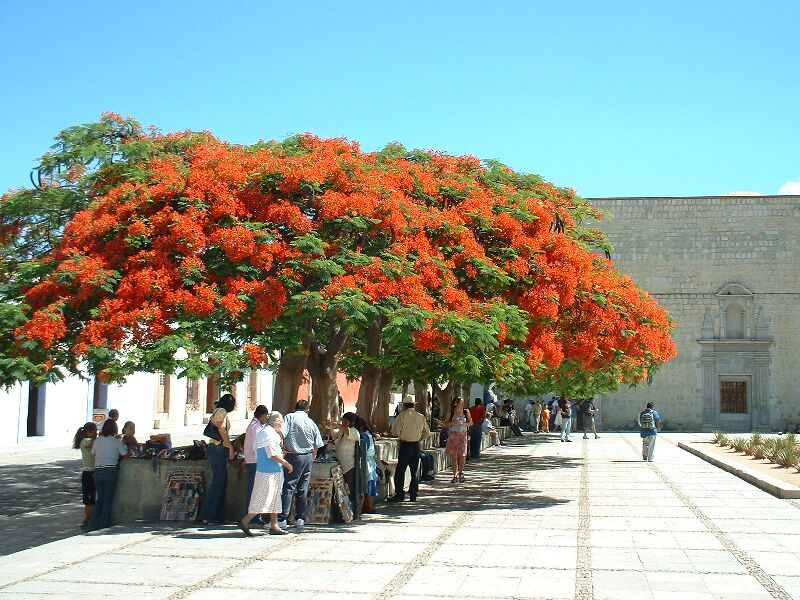
Những quầy bán hàng dưới gốc phượng vĩ bên ngoài nhà thờ Santo Domingo, Oaxaca, Mexico

## Một vài hình ảnh

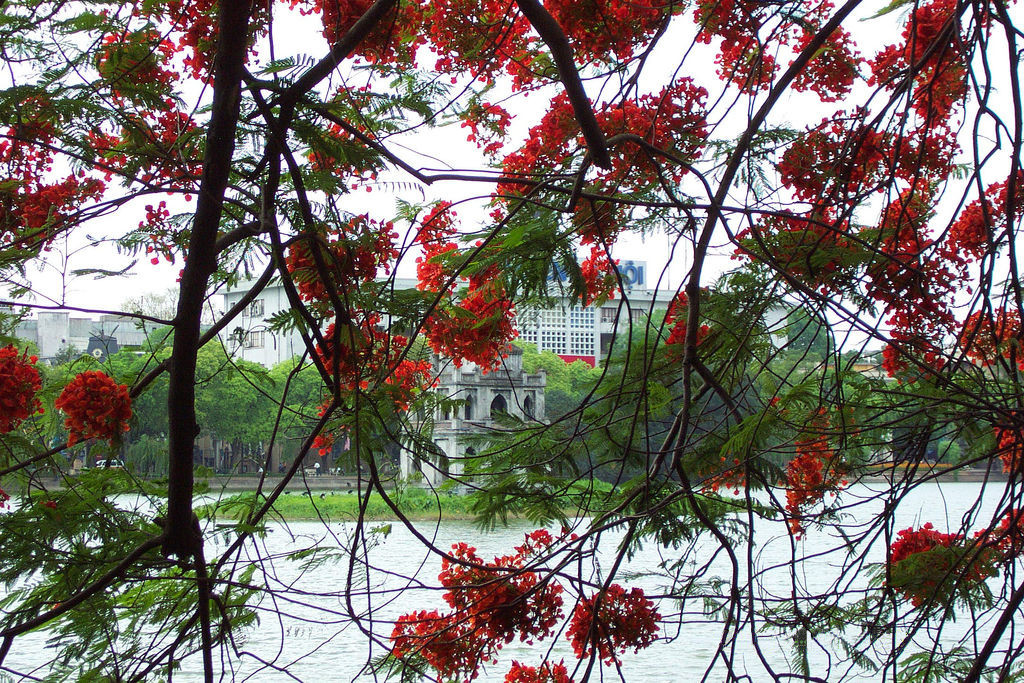
Phượng đỏ hồ Gươm.
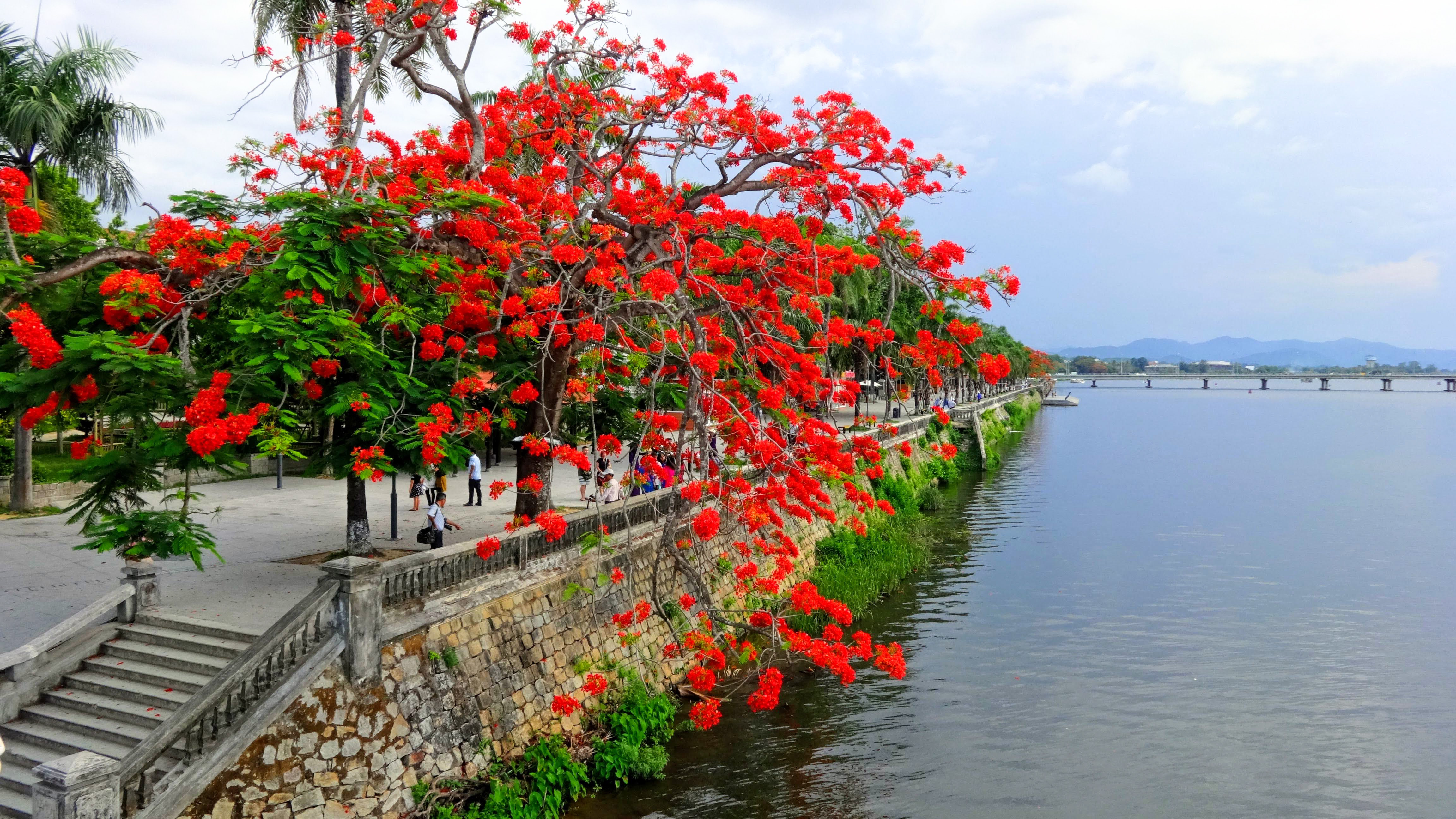
Hoa phượng bên bờ sông Hương.
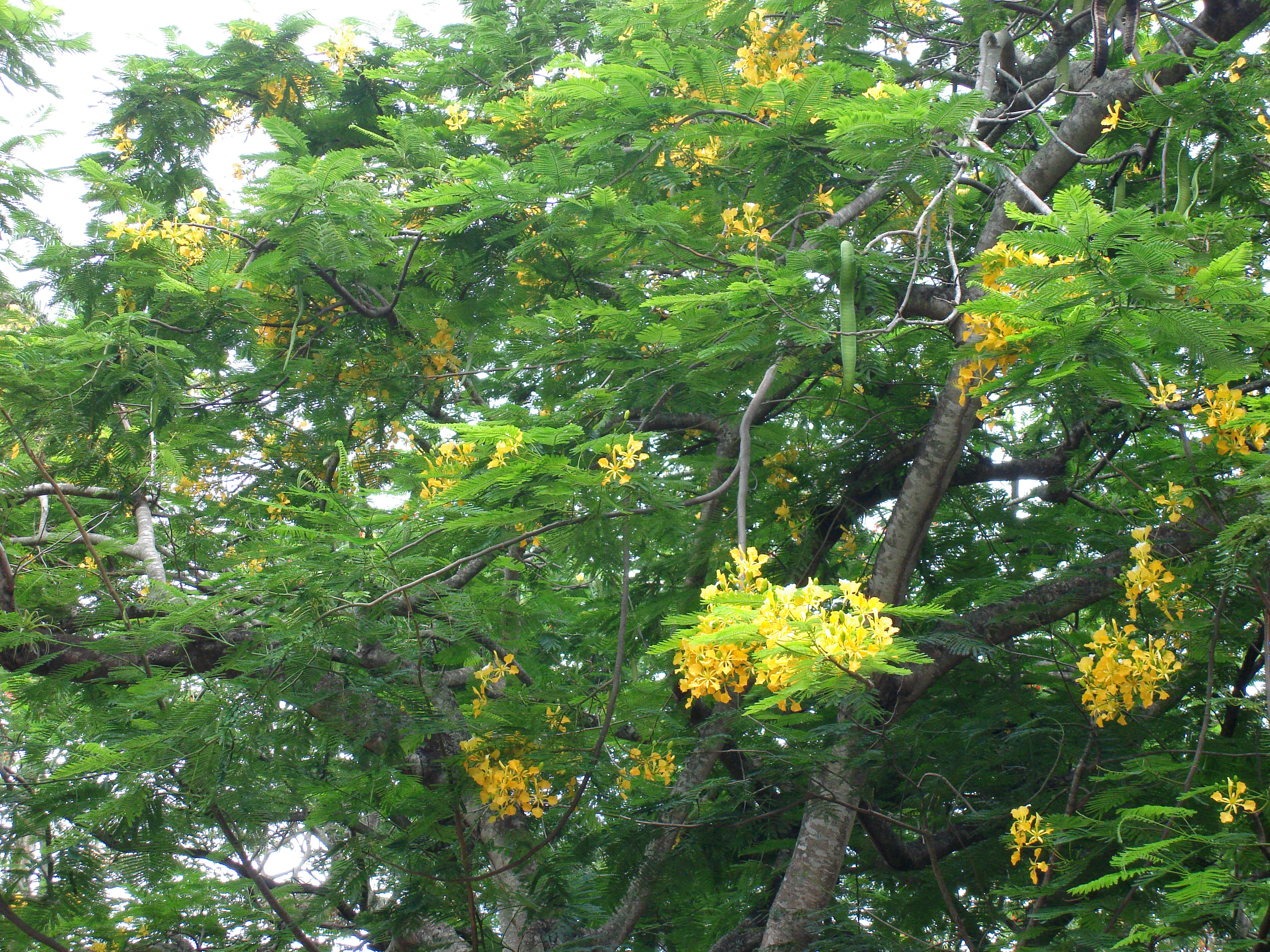
Phượng vĩ hoa vàng.
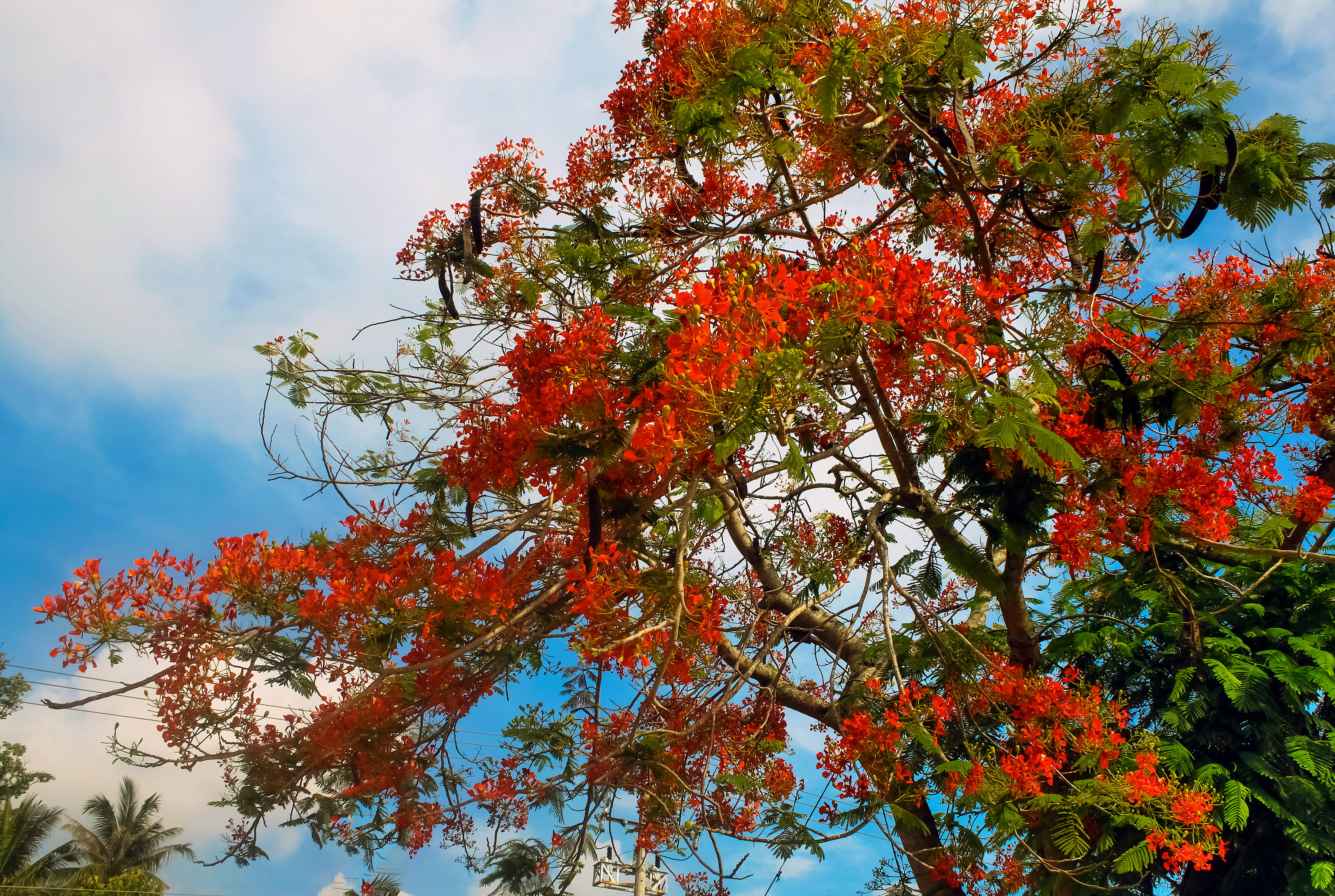
Phượng đỏ ở Tri Tôn.